# Natalino Di Giannantonio
Natalino Di Giannantonio (Raiano, 1º marzo 1922 – Sora, 11 ottobre 2013) è stato un politico italiano.
Era il padre di Paolo Di Giannantonio, noto giornalista televisivo della Rai.